# Husby, Hedemora kommun
Husby (postort Dala-Husby) är en tätort med bebyggelse på båda sidor av Dalälven i Hedemora kommun och kyrkbyn i Husby socken som är en av Dalarnas äldsta bondebygder. Tätorten har funnit sedan 1960, med undantag av tiden från 2015 till 2020 då SCB här avgränsade två småorter. Tätorten omfattar bland annat Övernora, Salmakarbo, Ytternora, Smedby, Koberga, Djusa, Berga, Källsbyn och Lundbo. Smedby är ortskärnan och det är där kyrkan och skolan ligger.  

## Historia
Namnet Husby härrör från så kallade Husabyar, som var kungsgårdar tillhörande det kungliga godset Uppsala öd. På och nära orten finns två kungsgårdar: Husby kungsgård och cirka tre kilometer sydost därom ligger Näs kungsgård. Husby kungsgård var den nordligaste av Uppsala öds alla kungsgårdar. Båda gårdar hör till besöksmålen på natur- och kulturleden Husbyringen.
Kungliga Dalregementets livkompani, 1682-1901, vilket roterade mellan Hedemora, Husby och Stora Skedvi socknar hade sin samlingspunkt vid kyrkvallen i Husby. Överstarna vid Dalregementet bodde mellan 1683 och 1813 på Näs kungsgård och flera andra höga befäl bodde runt Husby.  
Kopparbergs enskilda bank öppnade ett avdelningskontor i Husby i januari 1904. Banken övertogs av Göteborgs bank och kontoret lades senare ner.

### Befolkningsutveckling
| Befolkningsutvecklingen i Husby 1960–2020 | Befolkningsutvecklingen i Husby 1960–2020 | Befolkningsutvecklingen i Husby 1960–2020 | Befolkningsutvecklingen i Husby 1960–2020 | Befolkningsutvecklingen i Husby 1960–2020 |
| --- | ----------------------------------------- | ----------------------------------------- | ----------------------------------------- | ----------------------------------------- |
| |                                           |                                           |                                           |                                           |
| År |                                           |                                           | Folkmängd                                 | Areal (ha)                                |
| 1960 | 1960                                      |                                           | 387                                       |                                           |
| 1965 | 1965                                      |                                           | 401                                       |                                           |
| 1970 | 1970                                      |                                           | 323                                       |                                           |
| 1975 | 1975                                      |                                           | 251                                       |                                           |
| 1980 | 1980                                      |                                           | 257                                       |                                           |
| 1990 | 1990                                      |                                           | 234                                       | 68                                        |
| 1995 | 1995                                      |                                           | 250                                       | 70                                        |
| 2000 | 2000                                      |                                           | 253                                       | 71                                        |
| 2005 | 2005                                      |                                           | 250                                       | 71                                        |
| 2010 | 2010                                      |                                           | 256                                       | 70                                        |
| 2015 | 2015                                      |                                           | 232                                       | 64#                                       |
| 2020 | 2020                                      |                                           | 253                                       | 66                                        |
| Anm.: Namnändring 1980 från Dala-Husby till Husby. 2015 två småorter: Husby, södra delen och Husby, norra delen vilka åter gick samman i en tätort 2020. # Som småort. |                                           |                                           |                                           |                                           |

## Bilder

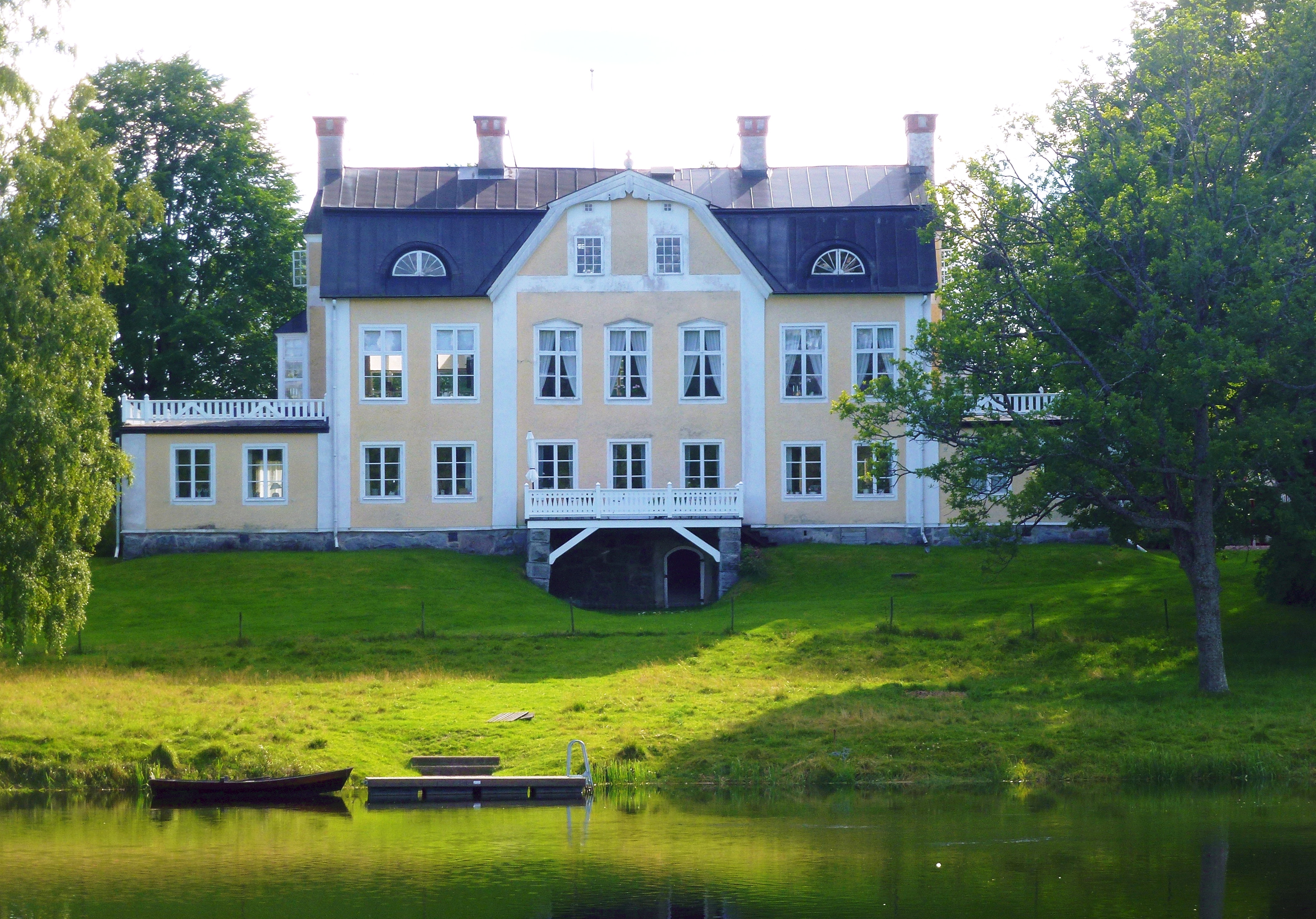
Husby kungsgård, 2015.
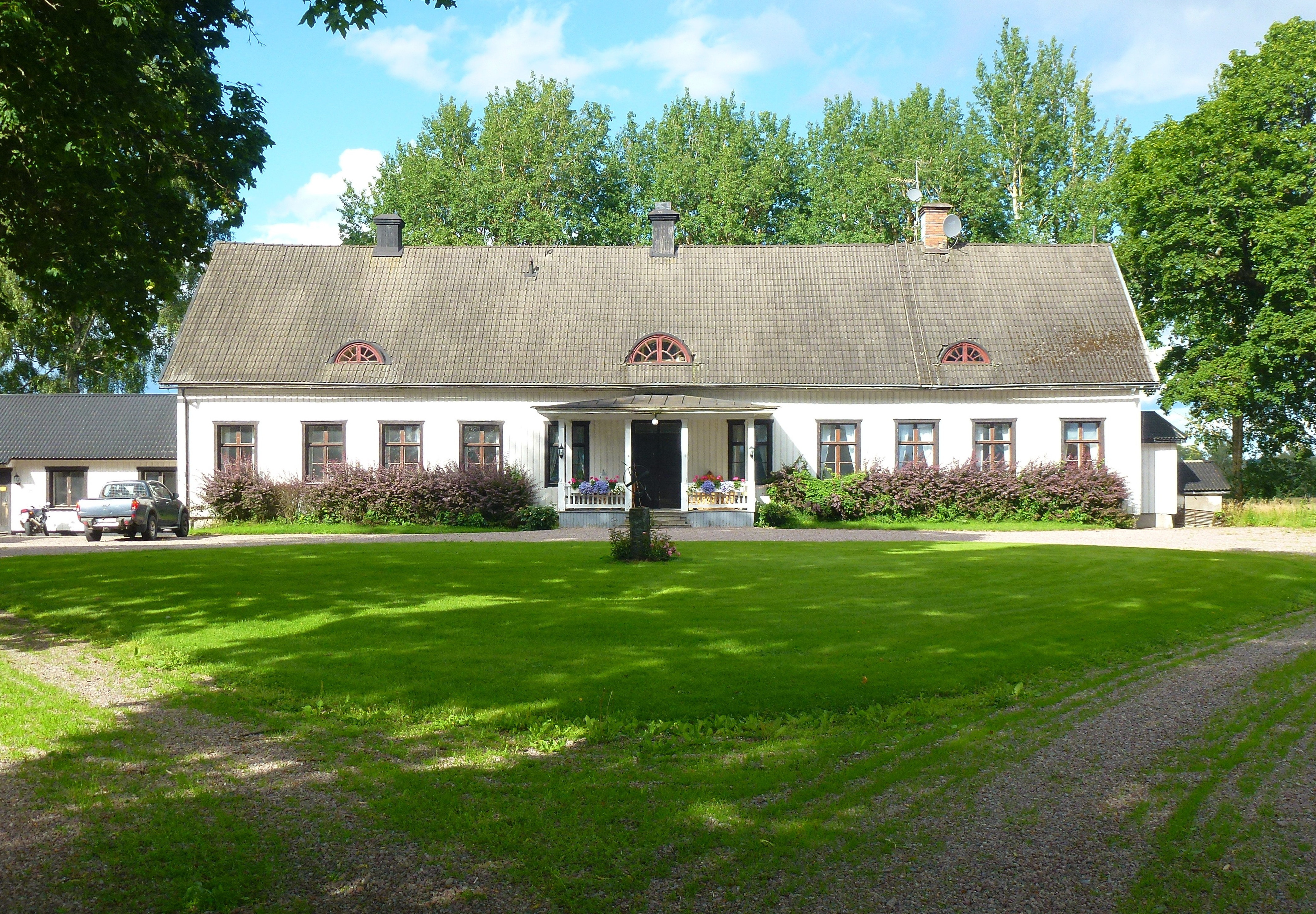
Näs kungsgård, 2015.